# (21380) Devanssay
(21380) Devanssay (1998 DB20) – planetoida z grupy pasa głównego asteroid okrążająca Słońce w ciągu 3,43 lat w średniej odległości 2,27 j.a. Odkryta 27 lutego 1998 roku.